# Senadolice
Senadolice este o localitate din comuna Sežana, Slovenia, cu o populație de 13 locuitori.